# Морской биолог (Сайнфелд)
«Морской биолог» (англ. The Marine Biologist) — 78-й эпизод (14-я серия пятого сезона) американского ситкома «Сайнфелд» телекомпании NBC; вышел в эфир 10 февраля 1994 года. Режиссёром выступил Том Шеронес, сценарий написали Рон Хауг и Чарли Рубин. В этом эпизоде Джордж вынужден притворяться морским биологом, чтобы впечатлить женщину, Крамер бьёт мячики для гольфа в океан, Элейн пытается работать с российским писателем, который выкидывает её органайзер из окна лимузина, после чего тот попадает в голову женщине без медицинской страховки.
Эпизод неоднократно назывался одним из лучших в сериале.

## Сюжет
Джерри рассказывает Элейн о «Золотом мальчике», своей любимой футболке, которая постепенно «умирает» от стирки. Элейн говорит, что ей предстоит встреча с российским писателем Юрием Тестаковым, чью книгу выпускает издательство Pendant Publishing, где она работает. Джерри в шутку говорит ей, что роман «Война и мир» изначально назывался «Война, зачем она нужна?». Крамер получил 600 мячиков для гольфа, и намеревается отработать удар, выбив их в океан. Он встречает Элейн и дарит ей свой органайзер.
Джерри встречает Дайан, однокурсницу по колледжу. Когда она спрашивает, чем занимается Джордж, Сайнфелд говорит, что его друг — морской биолог. Она, заинтересовавшись, просит дать ей его номер. Джордж, в колледже испытывавший чувства к Дайан радуется, но потом Сайнфелд его шокирует тем, что теперь Костанзе придётся играть роль морского биолога.
Элейн, едя в лимузине вместе со своим начальником Липманом и прилетевшим Тестаковым, на полном серьёзе пересказывает слова Сайнфелда о Толстом, чем вызывает возмущение у писателя. Их спор прерывает органайзер. Тестаков не может терпеть его звук, и выбрасывает органайзер в окно машины.
С Сайнфелдом связывается женщина по имени Коринн — органайзер попал ей в голову, и она, найдя имя Джерри в устройстве, вышла на него, желая возместить расходы на медицинскую помощь. Элейн же заинтересована в возвращении органайзера, ведь она перенесла туда все свои контакты, не оставив бумажных копий. Элейн и Джерри приходят в номер к писателю, желая зафиксировать его признание на магнитофон, но тот слышит звук записывающего устройства и выбрасывает его в окно, снова попадая Коринн по голове (она ждала около отеля).
Джордж встречается с Дайан, изображая морского биолога. Они прогуливаются по пляжу и видят толпу, которая смотрит на умирающего кита. Кто-то из людей спрашивает: «Есть здесь морской биолог?». Дайан просит Джорджа спасти кита, Костанза отправляется в воду. Он понимает, что киту что-то мешает дышать. Волна забрасывает его на голову кита, и он извлекает из дыхала животного мячик для гольфа, который по всей видимости принадлежал Крамеру. Джордж в порыве эмоций признаётся Дайан, что он не морской биолог, после чего она бросает его.
Джерри рассказывает Элейн, что «Золотой мальчик не выжил», но оставил после себя сына по имени «Синий малыш».

## Производство
В первоначальном сценарии финального монолога Джорджа, где он рассказывал о спасении кита, не было, а его линия завершалась моментом, где он идёт в море. Завершающая сцена должна была быть построена вокруг Джерри и Крамера, который заканчивал свою историю о гольфе, но такой вариант не понравился зрителям, после чего Ларри Дэвид экстренно написал новую концовку, которая была смешнее и связывала сюжетные линии воедино. Несмотря на фактическое отсутствие времени на подготовку, Александеру удалось записать сцену с первого дубля, удовлетворив продюсеров.
Съемочная группа хотела использовать анимационного кита из недавно вышедшего фильма «Освободите Вилли» для сцены на пляже, но команда «Сайнфелда» не смогла объяснить, что им нужно, поэтому аниматоры решили, что для сериала требуется настоящий кит, и отказали в запросе. Команда сериала всё же решила создать анимированного кита. Несмотря на то, что Ларри Дэвид был доволен результатом, он решил, что сцена будет смотреться лучше, если кит останется за кадром, поэтому он не был включён в конечный вариант эпизода.

## Приём
Сэм Фрагосо из Vanity fair назвал серию «Морской биолог» второй серди лучших эпизодов «Сайнфелда» (первое место занял эпизод «Соревнование»). Рейчел Аэрости в своей статье для The Guardian отметила, что то, как сюжетные линии «Морского биолога» сплетаются воедино, делает этот эпизод подвигом разработки сюжета ситкома, а также включила эту серию в свой список десяти лучших эпизодов «Сайнфелда». В свою очередь, Ларри Фицморис из Vulture выделил момент, где Майкл Ричардс в роле Крамера вытряхивает песок из карманов, назвав его гением физической комедии. Тодд Эвертт, пишущий для Variety, посчитал эпизод «типично остроумным», похвалив создателей сериала, заявляя, что они «остаются хозяевами своих владений» (очевидная отсылка к крылатой фразе из эпизода  «Соревнование»). Стивен Баркер из ScreenRant посчитал то, как Джейсон Александер справился с финальным монологом, доказательством, что он великий актёр.
Пользовательский рейтинг серии на IMDb составил 9,2/10 на основе более чем 5800 оценок. Сам Джерри Сайнфелд назвал серию «Морской биолог» одной из лучших и своих любимых, среди всех 180 эпизодов сериала.

## В ролях

### Основной состав
- Джерри Сайнфелд — Джерри Сайнфелд
- Джулия Луи-Дрейфус — Элейн Бенес
- Джейсон Александер — Джордж Костанза
- Майкл Ричардс — Крамер

### Эпизодические роли
- Уэйн Найт — Ньюман
- Кэрол Кейн — Коринн
- Ричард Фэнси — Липман
- Джордж Мердок — Тестаков
- Розалинд Аллен —  Дайан ДеКонн
- Дэвид Блэквуд — служащий отеля
- Хизер Морган — женщина на скамейке